# Aktivität (Psychologie)
Aktivität (seit dem 17. Jahrhundert über mittellateinisch „activitas“ oder über französisch „activité“ in die deutsche Sprache eingeführt) bezeichnet in der Alltagssprache allgemein die Tatkraft, das tätige Verhalten des Menschen, die Arbeit, den Unternehmergeist, den Tatendrang, speziell auch die äußerlich feststellbaren Veränderungen des biologischen Verhaltens, wie sie sich etwa im Schlaf-Wachrhythmus zeigen.
In der Psychologie wird darunter traditionell eine unmittelbar durch innere Bedingungen ausgelöste Tätigkeit eines Organismus bzw. einer Person verstanden. Auf diese Weise wird nicht nur die willkürliche und äußerlich beobachtbare Aktivität, sondern auch das in Bereitschaft stehende Vermögen als innere Bedingung einer entsprechenden Tätigkeit aufgefasst. Unter Vermögen wird von alters her auch die Fähigkeit gerechnet. Dies bedeutet nicht, dass keine äußeren Einflüsse auf das Geschehen einwirken. Vielmehr soll damit ausgedrückt werden, dass eine dem Individuum eigene Energie an den Abläufen beteiligt ist. Der Begriff wird gleichermaßen auf psychologische wie auf physiologische Sachverhalte angewandt. In der biologischen Psychologie und Neuropsychologie werden neuerdings auch kardiovaskuläre Aktionen sowie elektrodermale und elektroneuronale Potentiale als Aktivitäten bezeichnet.

## Begriffsgeschichte

### Allgemeiner Sprachgebrauch
Der allgemeine Sprachgebrauch ist durch die von Aristoteles (um 384–322 v. Chr.) ausgehende philosophische Tradition zu Akt und Potenz geprägt. Sie wurde insbesondere im Mittelalter von der Scholastik aufgegriffen. Der mittelalterliche Begriff der „vita activa“ bezieht sich auf die „artes liberales“, d. h. auf die eines freien Mannes würdigen Tätigkeiten. Wesentlich hierbei war für die griechische Tradition eine weitestgehende Abwesenheit von äußerem Zwang. Das Hauptgewicht der aristotelischen Lebensweisen (βίοι) lag dabei auf den „freien“ Taten innerhalb der Polis.

### Psychologie
Der neoscholastische Philosoph Franz Brentano (1838–1917) setzte mit seiner Lehre der Aktpsychologie den Begriff der Aktivität voraus. Aber auch andere Psychologen wie Johann Friedrich Herbart (1776–1841), Gustav Theodor Fechner (1801–1887) und Wilhelm Wundt (1832–1920) verwendeten ihn. Daher ist die Aktivität als psychologischer Grundbegriff zu verstehen, der in vielfältiger Art und Weise verstanden und interpretiert wurde.

## Aktivität und Passivität
Für Karl Jaspers (1883–1969) lässt sich der logische Gegensatz zwischen Aktivität und Passivität auf die psychologischen Gegensätze zwischen willkürlichem Handeln und unwillkürlichem Werden beziehen. Dabei besteht jedoch kein sich logisch ausschließender Bezug, sondern ein psychologisches Wechselverhältnis (Korrelation). Das autonome Nervensystem wird durch das animalische und umgekehrt beeinflusst.

„Das Seelische ohne Willkür würde wachsen und sich entfalten wie unbeseeltes Leben, ziellos, unbewußt. Die Willkür kann ohne die Fülle, die sie anregen oder hemmen mag, nichts erreichen; sie würde gleichsam wie ein leerer Mechanismus klappern.“

## Aktivität und Reaktivität
Der logische Gegensatz zwischen Aktivität und Inaktivität lässt sich psychologisch auf unterschiedliche Lebensstile oder auch typologische Unterschiede beziehen. Auf der einen Seite ist ein eher kontemplativer Lebensstil und andererseits eine eher auf Veränderung und Gestaltung ausgerichtete Lebensweise zu bemerken. Da es sich hierbei um ein beliebig und kontinuierlich abgestuftes System von Einstellungen handelt, sind auch graduelle Bezeichnungen wie etwa der Aktivationsgrad einer bestimmten Haltung bei bestimmten emotionalen bzw. motivationalen Abläufen üblich.
Die Möglichkeit einer graduellen Steigerung der Aktivität eines Patienten in der Psychotherapie wurde Sigmund Freud (1856–1939) auf dem Weg von der Hypnose zur freien Assoziation deutlich. Freud begann damit, seine eigene Arzt-Patient-Beziehung zu intensivieren, was ihn grundlegend von Vertretern der klassischen deutschen Psychiatrie unterschied und ihn einerseits zu einer dynamischen Auffassung des Seelenlebens führte, andererseits auch zur Entwicklung des Konzepts des Widerstands veranlasste.